# Borsómező
Borsómező (románul Inuri) falu Romániában, Erdélyben, Fehér megyében. Közigazgatásilag Alvinc községhez tartozik.

## Fekvése
Gyulafehérvártól kb. 10 km-re délnyugatra, Ompolymező és Poklos között, a Torockói-hegységben fekvő falu.

## Története
A település nevét 1733-ban Inuri néven említette először oklevél. 1760-1762-ben Borsómező, 1808-ban Inur, 1909-ben Inuri néven írták.
1910-ben 1248 lakosából 1239 román volt. Ebből 1245 görögkeleti ortodox volt.
A trianoni békeszerződés előtt Alsó-Fehér vármegye Alvinci járásához tartozott.